# BBW

Representación de una BBW en una obra de arte urbano.

El acrónimo BBW corresponde a la expresión en idioma inglés Big Beautiful Woman, es decir, «mujer grande y hermosa». En los ambientes de aceptación del propio peso, suele utilizarse esta expresión para designar a un tipo concreto de mujer: aquella que sobrepasa las medidas consideradas normales y resulta, por ello, sexualmente atractiva para ciertos hombres y mujeres. Asimismo, suele utilizarse el término fat admirer (admirador/a de gordas/os) para describir al hombre o mujer que se siente atraído/a por este tipo de personas.

## El término
En relación con este tipo de atracción sexual, suelen utilizarse diversos términos relacionados, todos ellos ingleses:
- BBW: Big Beautiful Woman, es decir, "mujer grande y hermosa", término habitualmente utilizado para describir a chicas con sobrepeso admiradas por su belleza.

- BBBW: Big Black Beautiful Woman, "mujer negra, grande y hermosa": mujeres negras que, a la par de su complexión física, también resultan atractivas.
- SSBBW: Super Sized Big Beautiful Woman, es decir, "mujer muy grande y hermosa". Se refiere a mujeres de mayor tamaño que las BBW.
- USSBBW: Ultra Super Sized Big Beautiful Woman, es decir, "mujer grande y hermosa de tamaño ultra grande". Hace referencia a mujeres que pesan más de 600 libras o 272 kilogramos, es la categoría más grande actualmente. Algunas de ellas son inmóviles.[1]
- Feeder: "alimentador/a", término que se aplica a aquel o aquella admirador/a de chicas gordas que se excita alimentándolas.
- Feedee: "alimentado/a", término aplicado a aquella persona que es alimentada por feeders.

Otros términos frecuentes en el inglés empleados en estos grupos para referirse a este tipo de chicas son: chubby (rechoncha), plumper (rolliza), voluptuous (voluptuosa) y, por supuesto, fat (gorda) o fatty (gordita). En español, suelen emplearse términos como "gordibuena" o "gordita", entre otros.  

## Fetichismo

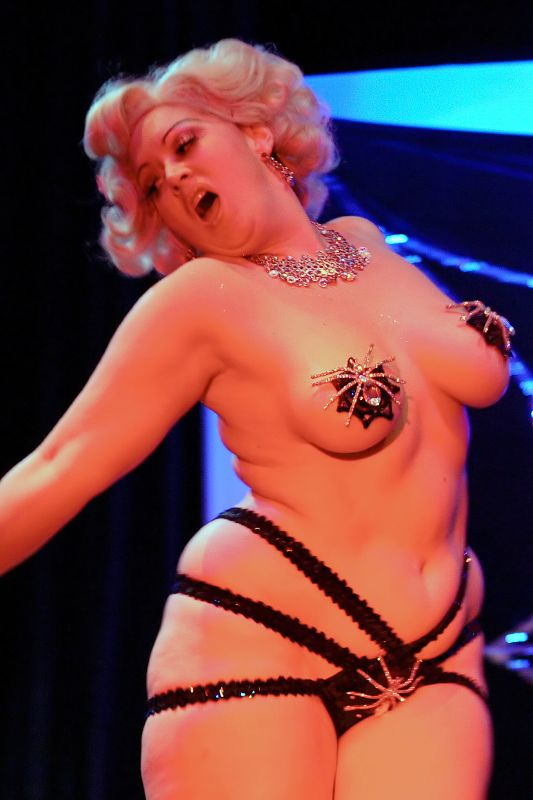
La artista de burlesque Dirty Martini.

Se trata de un término ampliamente utilizado para describir la atracción sexual hacia mujeres obesas. En la sociedad contemporánea occidental, donde la esbeltez constituye la norma en materia de belleza femenina[cita requerida], esta atracción se percibe a menudo como una desviación o una forma de fetichismo sexual.
Se refiere preferentemente a hombres atraídos por este especial tipo de mujeres, pero también puede referirse a mujeres lesbianas que admiran a mujeres de mayor tamaño. 

Las tres gracias de Peter Paul Rubens

En este último caso, suele aplicárseles los mismos términos que a sus correspondientes masculinos: BBW admirer o fat admirer.

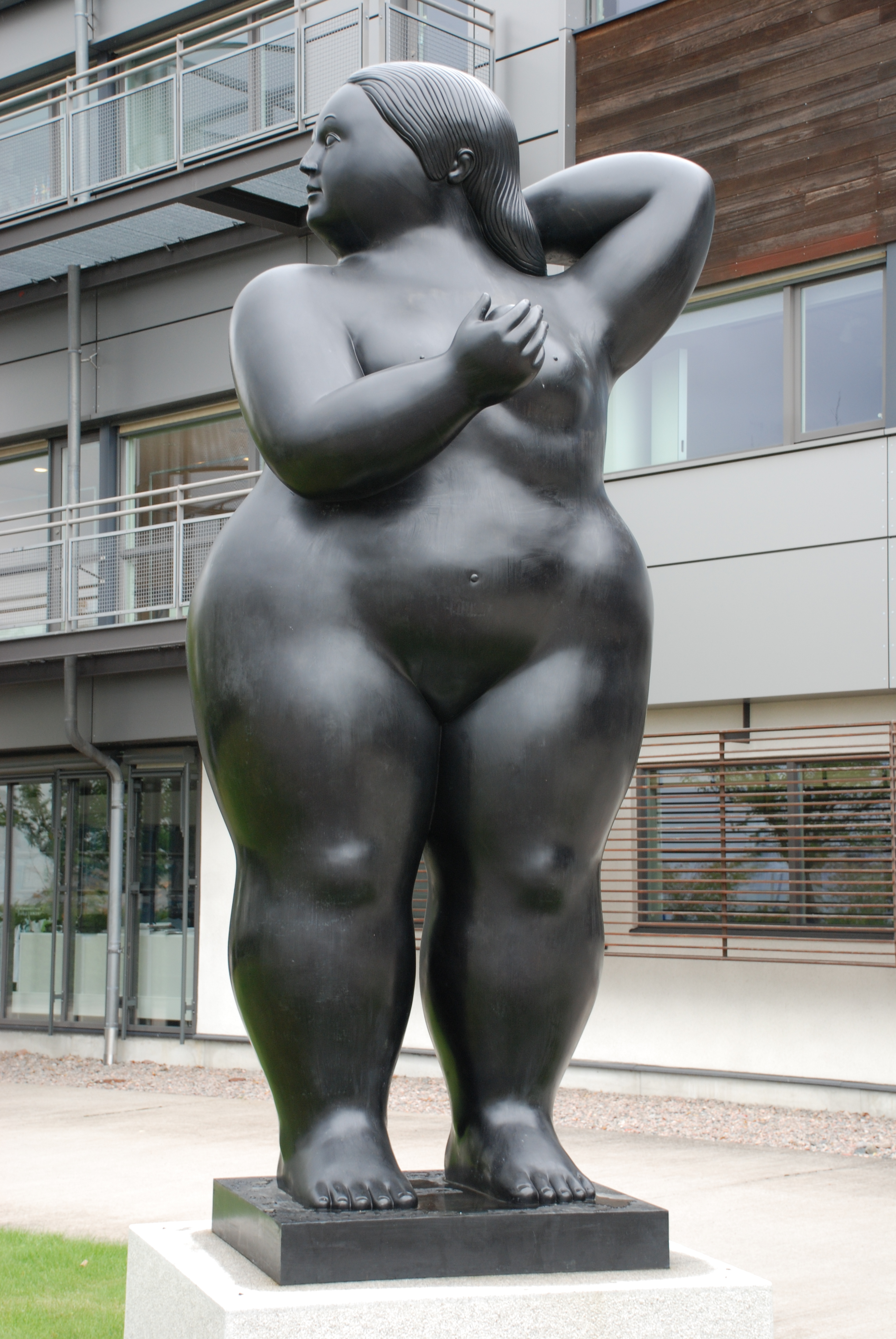
Escultura de Fernando Botero

En algunos casos, este fetichismo puede enfocarse tanto a la mujer en conjunto como a determinadas zonas femeninas. Así pues, hay quien se siente atraído por los grandes senos, o los enormes traseros o las barrigas enormes y suaves. Como ha sido indicado, también hay quien se siente atraído por mujeres extremadamente enormes (SSBBW).

## Visión social
Las mujeres BBW son el centro de atención de toda una subcultura que trata de lanzar un mensaje de aceptación, apoyo y admiración de las mujeres con sobrepeso. No es extraño que todo este movimiento tenga su centro de origen y acción preferente en EE. UU., donde el sobrepeso es un problema de salud pública.
Es aquí donde surgen movimientos de aceptación de la propia talla y del propio peso, que tratan de contrarrestar, por una parte, las dramáticas consecuencias que traen consigo problemas como la bulimia o la anorexia y, por otra, la insistente sobrevaloración que los medios de comunicación hacen de la antinatural delgadez extrema femenina. Es dentro de estas corrientes donde debe inscribirse la aparición de esta reivindicación de las mujeres grandes como prototipo de mujer deseable y sensual.
Así pues, el concepto BBW dentro de estos movimientos pretendía fortalecer la conciencia de valía propia de las mujeres con sobrepeso. En asociaciones como la National Association to Advance Fat Acceptance (NAAFA) estadounidense, pues, el término suele usarse sin connotaciones sexuales, simplemente para describir a una chica con sobrepeso y sensual.

## Extensión
El concepto BBW se ha extendido rápidamente gracias a Internet durante los años 1990. Así, muchas personas que, debido a la presión social, no tienen el coraje de asumir su deseo sexual hacia este tipo de mujer u hombre grande, se sienten de este modo totalmente libres de dar riendas a su atracción, gracias al anonimato que la red ofrece.

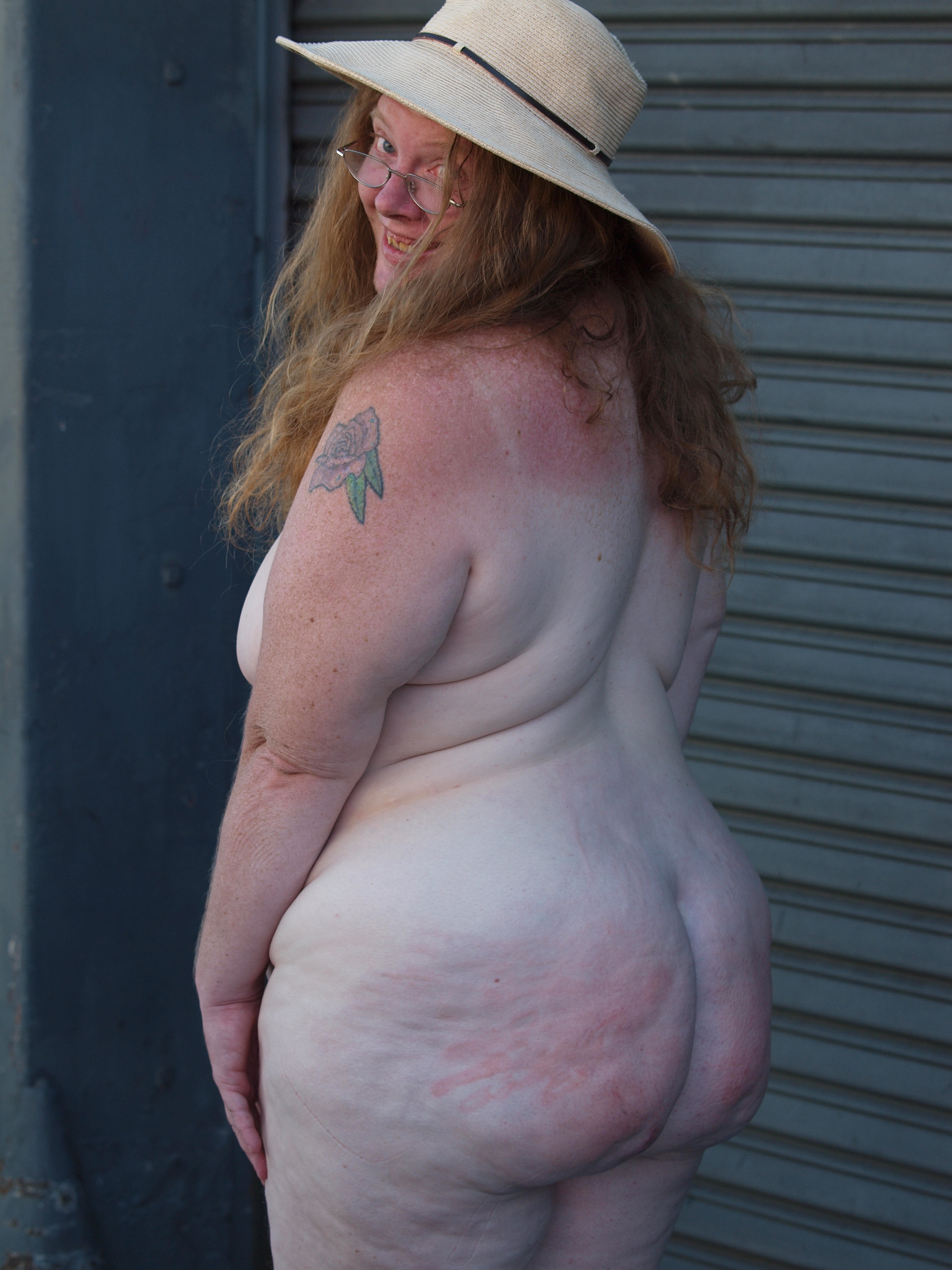
Mujer con sobrepeso

Son innumerables las páginas pornográficas, la mayoría de pago, dedicadas a este tipo de fetichismo y también las modelos dedicadas a este tipo de exhibición. Así, pueden citarse a Brie Brown, Carrieland, Denise Davies, Devin Taylor, Lorna Morgan, Plump Princess, Kim Eternity, Kimberly Marvel, Mandy Blake, Mendi Teats, Mia Tyler y Velvet d'Amour, entre otras mujeres de sensuales y generosas curvas, dadas a conocer a una audiencia internacional a través de la red.

## Cebismo
En el cebismo (feederism en inglés) debe distinguirse entre los admiradores/as de chicas rellenitas y lo que suele conocerse como cebadores (feeders). Son hombres o mujeres que se encargan de proporcionarle al cebado o cebada (feedee) toda la comida que desee, hasta el punto de cebarla, tal y como su nombre indica.
Por otro lado, muchas chicas que empiezan a exhibirse de forma amateur como modelos en Internet, para tener más posibilidades mostrando su cuerpo, pueden someterse a dietas que les hagan engordar o mantener su sobrepeso y, de esta forma, encontrar un/a cebador/a. Algunas páginas en Internet, por otra parte, muestran formas de engordar rápidamente, ofreciendo sugerencias del tipo de comida a tomar o de las cantidades a ingerir. En algunas páginas, incluso, algunas chicas muestran sus progresos en la ganancia de peso.